# Kasper Degn
Kasper Degn (Herning, 25 febbraio 1982) è un hockeista su ghiaccio danese.

## Carriera

### Club
Ala sinistra piccola, ma dotata di buona velocità ed ottima visione di gioco, ha giocato perlopiù nella massima serie danese, con le maglie di Herning Blue Fox, Rungsted Ishockey e AaB Ishockey.
L'unica esperienza fuori dal suo paese è rappresentata dai due anni al Bietigheim-Biessingen Steelers nella seconda serie tedesca.
Anche il fratello maggiore Lasse è stato un giocatore di hockey su ghiaccio. Hanno giocato assieme sia con l'Herning Blue Fox che al Rungsted Ishockey oltre che con la maglia della Danimarca.
Ha annunciato il suo ritiro al termine della stagione 2013-2014. Nel mese di giugno del 2014 è entrato nel consiglio degli Herning Blue Fox, ma sei mesi dopo, a metà dicembre, ha annunciato il suo ritorno sul ghiaccio, sempre con la squadra della sua città natale.

### Nazionale
Ha fatto stabilmente fatto parte sia delle nazionali giovanili che della nazionale maggiore, con cui ha giocato un mondiale di prima divisione (vinto nel 2002) e sette edizioni dei mondiali élite (2004, 2005, 2006, 2008, 2009, 2010 e 2011).

## Palmarès

### Club
- Campionato danese di hockey su ghiaccio: 2

Herning: 2000-2001, 2002-2003
- Coppa di Danimarca di hockey su ghiaccio: 2

Rungsted: 2004-2005
Herning: 2014-2015

### Nazionale
- Campionato mondiale di hockey su ghiaccio - Prima Divisione: 1

Danimarca: 2002 (B)